# Arbanasi
Arbanasi (alb. Arbaneshi) so staro albansko naselje, ki upravno pripada mestu Zadar.
Arbanasi so eno od enaindvajsetih mestnih odborov mesta Zadar. Naselje leži na jugovzhodnem delu zadrskega polotoka oddaljeno okoli 3 km od starega mestnega jedra. Ime je dobilo po prvih naseljencih Arbanasih (shr. Arbanas, slov. Albanec), ki so se sem preselili od leta 1726 do 1733 s pomočjo in prizadevanji zadrskega nadškofa Vicka Zmajevića iz Šestanov, področje ki leži med skadrskim jezerom in Rumijo, ko so bežali pred turškim nasiljem. Največ priseljencev je prišlo iz vasi Lukići, Dedići, Marvučići, Pinčići, Gurza, Repsa, gornja in donja Briška, (Podi in Čuku Ljerj), Dobreci, Tejani in Livari ter so vse do današnjih dni  ohranili svoj jezik in kulturo. Med obema svetovnima vojnama so bili do leta 1944 Arbanasi samostojno naselje z italijanskim imenom Borgo Erizzo. Borgo Erizzoje prvotno ime za arbanase na sedajšnji lokaciji. Prvotno so bili naseljeni v Zemuniku. Pomeni Ericova vas. Zemlišče je Ivan Grisogono  odstopil priseljencem.